# 西郷従吾
西郷 従吾（さいごう じゅうご、1903年（明治36年）5月19日 - 1980年（昭和55年）6月14日）は、日本の陸軍軍人。最終階級は大佐。

## 経歴
本籍鹿児島県。陸軍大佐侯爵・西郷従徳の長男として東京府で生れる。母は岩倉具定の二女・豊子。学習院中等科、陸軍中央幼年学校予科、同校本科を経て、1924年（大正13年）7月、陸軍士官学校（36期）を卒業。同年10月、陸軍歩兵少尉に任官し歩兵第1聯隊附となる。1932年（昭和7年）11月、陸軍大学校（44期）を卒業した。
1933年（昭和8年）8月、歩兵第1聯隊中隊長となり、参謀本部附勤務、参謀本部々員を経て、1935年（昭和10年）8月、ドイツへ出張した。1936年（昭和11年）6月から東プロイセン歩兵連隊付となり、オーストリア大使館附武官などを務めた。1938年（昭和13年）3月、陸軍少佐に進級。1939年（昭和14年）11月、近衛混成旅団参謀に就任し、第21軍参謀、南支那方面軍参謀などを歴任し、1940年（昭和15年）8月、陸軍中佐に進む。同年10月、陸軍省人事局課員を経て、1941年（昭和16年）3月、ドイツに出張。1942年（昭和17年）11月、大本営参謀となり、以後、南方軍参謀などを経て、1944年（昭和19年）3月、陸軍大佐に昇進し緬甸方面軍参謀となる。さらに、第23軍参謀を経て、第20軍高級参謀として華中で終戦を迎えた。第20軍司令官坂西一良は病を得て帰還の途次に病没するが、西郷はただ一人、その死に至るまで病室に付き添っていた。坂西の主治医は西郷を激賞している。1946年（昭和21年）11月に復員。
1961年（昭和36年）世界政経調査会設立に参画。墓所は多磨霊園(10-1-1-1)

## 栄典
位階・勲章
- 1937年（昭和12年）7月1日 – 従四位[2]

- 1940年（昭和15年）2月16日 – 勲四等瑞宝章[3]

外国勲章佩用允許
- 1938年（昭和13年）12月6日 – ハンガリー王国：四等功労勲章[4]
- 1940年（昭和15年）1月18日 – ドイツ国：ドイツ鷲勲章二等功労十字章[5]
- 1941年（昭和16年）9月11日 – イタリア王国：王冠勲章ウッフィチャーリ（Ufficiali）[6]
- 1943年（昭和18年）2月16日 – ドイツ国：ドイツ鷲勲章一等功労十字章[7]

## 家族親族
- 祖父：西郷従道
- 妻：西郷静子 池田仲博（侯爵）の娘
  - 長男：西郷従紀（1927-1928[8]）
  - 長女：西郷祐子（安場保文夫人、1930/3/5生[8]）
  - 二女：西郷朋子（池澤幹男夫人、1934年6月10日生[8]）
  - 二男：西郷従節（1941/9/4生[8]）
  - 孫：西郷従洋（1968/9/15生[8]）
  - 孫：西郷従英（1972/10/15[8]）

- 弟：古河従純（古河財閥4代当主、男爵）、西郷従竜（陸軍少佐）、西郷従宏（陸軍少佐）、黒木従達（東宮侍従長）